# 无锡市第一中学
无锡市第一中学，简称无锡一中，是位于江苏省无锡市的四星级高级中学，省级示范性普通高中。
无锡市第一中学的前身为无锡县立初等工业学堂，创立于1911年，陶守恒任首任校长。1925年，学校转型为商业学校，增设中学部。1927年，更名为无锡县立初级中学。1949年更名为无锡市第一中学，1953年9月成为江苏省重点中学，1993年成为高级中学。1998年，无锡市第一中学获评国标省级示范性普通高中，并于2004年转评江苏省四星级普通高中。2007年，被国家汉语推广办公室确定为“汉语国际推广基地学校”。2012年，无锡市第一中学获得国际文凭组织认可。2019年，入选江苏省高品质示范高中建设培育学校。
无锡市第一中学在2016年中国内地高中美国留学排行榜上位居第三十八。